# Kay-lee de Sanders
Kay-lee de Sanders (Amsterdam, 6 januari 1998) is een voetbalspeelster, die sinds 2017 uitkwam voor Ajax. In 2025 tekende ze een contract bij het Italiaanse AC Milan.

## Jeugd
Ze is dochter van een Nederlandse moeder en Surinaamse vader, werd geboren in Amsterdam-Zuidoost en groeide op in Reigersbos Ze doorliep de middelbare school aan de Openbare Schoolgemeenschap Bijlmer.
De Sanders begon op vijfjarige leeftijd in de voetsporen van haar drie jaar oudere broer bij de jongens van FC Abcoude, en bleef daar vaak als enige meisje spelen tot het jongensteam van de C1. Matthijs de Ligt was er enige tijd teamgenoot.
In 2014 speelde ze bij SC Buitenveldert. Een weinig gelukkige periode gaf ze in 2024 toe; ze werd zonder reden weinig opgesteld, maar leidde wel snel naar de volgende stap.  De Sanders nam deel aan het programma van CTO, en zij tekende in juni 2017 bij Ajax haar eerste prof-contract.
Haar contract bij Ajax heeft ze naar eigen zeggen grotendeels te danken aan Daphne Koster.  Ze kon direct voetballen; haar eerste wedstrijd vond plaats op 4 november 2017 tegen Excelsior Rotterdam, Overigens had ze al eerder kennis gemaakt met (de grasmat van) Ajax; ze ging met haar vader regelmatig naar de Arena en mocht zeven jaar oud meisje hand in hand met Wesley Sneijder de grasmat betreden.  Een toenmalige droom om in datzelfde stadion te mogen voetballen kwam in 2023 uit. In datzelfde jaar verlengde ze haar contract tot medio 2025.
In haar jeugd voetbalde ze wel met de latere Ajax-spits Brian Brobbey. Ze zou het samen met hem mogelijk willen maken dat er daar via "Johan Cruijff Foundation" een Cruijff Court aangelegd werd, liefst met hun beider namen.  Ook op andere manieren probeert ze de jeugd van het stadsdeel aan het voetbal, sporten dan wel buitenspelen te krijgen en geloof in zichzelf te houden.  Haar liefde voor Reigersbos is terug te vinden op haar linkerarm met een tatoeage in de vorm van een veer van een reiger. 

## Statistieken
| Seizoen | Club   | Land      | Competitie         | Wedstrijden | Doelpunten |
| ------- | ------ | --------- | ------------------ | ----------- | ---------- |
| 2017/18 | Ajax   | Nederland | Eredivisie         | 7           | -          |
| 2018/19 | Ajax   | Nederland | Eredivisie         | 11          | -          |
| 2019/20 | Ajax   | Nederland | Eredivisie         | 6           | -          |
| 2020/21 | Ajax   | Nederland | Vrouwen Eredivisie | 17          | -          |
| 2021/22 | Ajax   | Nederland | Vrouwen Eredivisie | 20          | –          |
| 2022/23 | Ajax   | Nederland | Vrouwen Eredivisie | 20          | –          |
| 2023/24 | Ajax   | Nederland | Vrouwen Eredivisie | 20          | –          |
| 2024/25 | Ajax   | Nederland | Vrouwen Eredivisie | 2           | –          |
| Totaal  | Totaal | Totaal    | Totaal             | 103         | -          |

Bijgewerkt op 5 juni 2025
1 Van Eijk ·
3 Van der Veen ·
4 Den Turk ·
6 Van de Velde ·
7 Van Egmond ·
8 Spitse  ·
9 Tolhoek ·
12 Van Hensbergen ·
13 Niënhuis ·
15 Kaagman ·
16 Noordman ·
17 Jansen ·
18 Keijzer ·
19 T. Hoekstra ·
20 Yohannes ·
21 Van Gool ·
22 Sabajo ·
23 Keukelaar ·
24 De Klonia ·
25 De Sanders ·
26 Kardinaal ·
27 Buikema ·
31 Van der Wal ·
Coach: De Reus
· Assistent-coach: Luiten